# Gregory S. Martin

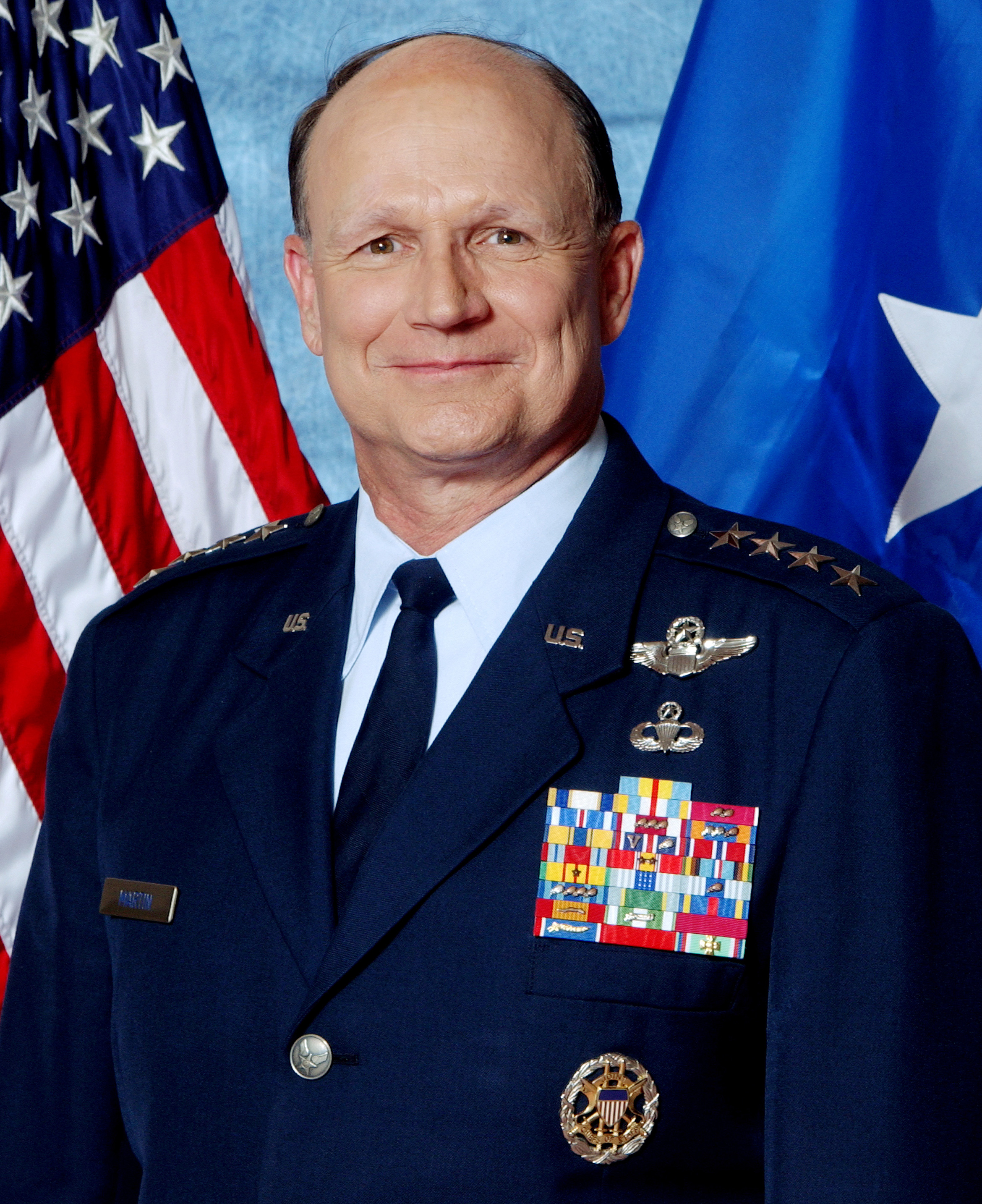
Gregory S. Martin

Gregory Stuart Martin (* 24. April 1948 in Fort Myer, Arlington County, Virginia) ist ein pensionierter General der United States Air Force. Er war unter anderem Kommandeur der United States Air Forces in Europe und des Air Force Materiel Commands.
Er besuchte bis 1966 die Landon School in Bethesda in Maryland. Im Jahr 1969 absolvierte er die United States Air Force Academy in Colorado Springs. Nach seiner Graduation wurde er als Leutnant in das Offizierskorps der Air Force aufgenommen. In der Folge durchlief er alle Offiziersgrade vom Leutnant bis zum Vier-Sterne-General.
Im Lauf seiner militärischen Karriere absolvierte Gregory Martin verschiedene Kurse und Schulungen. Dazu gehörten unter anderem die Squadron Officer School auf der Maxwell Air Force Base in Alabama; das Air Command and Staff College (über Fernkurse); das National War College in Fort Lesley J. McNair in Washington, D.C. und das Seminar XXI – Foreign Political and International Relations beim Massachusetts Institute of Technology (MIT). Außerdem erhielt er akademische Grade von der Central Michigan University und der Duke University. Zudem wurde er zum Kampfpiloten ausgebildet. Dabei absolvierte er auch Weiterbildungskurse für neuere Flugzeugtypen.
Zwischen Mai 1972 und Juni 1973 war Martin auf einem Luftwaffenstützpunkt in Thailand stationiert. Von dort flog er unter anderem Kampfeinsätze im Rahmen des Vietnamkriegs. Nach seiner Rückkehr in die Vereinigten Staaten war er unter anderem als Flugausbilder und als Stabsoffizier im Hauptquartier der Air Force tätig. Zwischen Oktober 1981 und August 1985 war er auf der Kadena Air Base in Japan stationiert. Dort leitete er zunächst die Ausbildungsabteilung der 12th Tactical Fighter Squadron, danach war er bei dieser Einheit als Stabsoffizier in der Abteilung für Operationen tätig. Seine letzte Funktion in Japan war die des Kommandeurs der 67th Tactical Fighter Squadron.
Zwischen August 1985 und Juni 1986 studierte er am National War College. Danach war er zwischen Juni 1986 und Juli 1988 Stabsoffizier im Hauptquartier der Air Force. In der Folge war er an verschiedenen Luftwaffenstützpunkten in den Vereinigten Staaten als Stabsoffizier aber auch als Kommandeur verschiedener Flugeinheiten tätig. Am 1. Juli 1993 erreichte er mit seiner Beförderung zum Brigadegeneral die Generalsränge. Damals war er auf der Langley Air Force Base in Virginia Kommandeur des 1. Kampfgeschwaders (1st Fighter Wing). Dieses Kommando bekleidete er zwischen Juni 1993 und Mai 1995. Danach gehörte er bis Juli 1996 dem Stab der Joint Chiefs of Staff an.
Danach kehrte Gregory Martin zum Hauptquartier der Air Force zurück. Dort gehörte er bis zum Januar 2000 in unterschiedlichen Funktionen der Abteilung für operativen Materialbedarf (Operational Requirements) bzw. für Materialbeschaffung an. Zwischen dem 13. Januar 2000 und dem 12. August 2003 kommandierte Gregory Martin auf der Ramstein Air Base als Nachfolger von John P. Jumper die United States Air Forces in Europe. Gleichzeitig kommandierte er das ebenfalls in Ramstein stationierte Allied Air Command (AIRCOM) das der NATO untersteht. Nachdem er das Kommando über diese Einheiten an seinen Nachfolger Robert H. Foglesong übergeben hatte, wurde Martin auf die Wright-Patterson Air Force Base in Ohio versetzt, wo er das Kommando über das Air Force Materiel Command erhielt. Dieses Amt übte er in den Jahren 2003 bis 2005 aus. Danach schied er aus dem aktiven Militärdienst aus.
Als aktiver Pilot der Air Force absolvierte er vor seinen Tätigkeiten in den Generalsrängen über 4.600 Flugstunden auf verschiedenen Flugzeugtypen.
Vor seiner Pensionierung war es zu einem Eklat gekommen. Im Jahr 2004 sollte Martin als Nachfolger von Thomas B. Fargo zum Kommandeur des United States Indo-Pacific Commands ernannt werden. Er geriet aber in den Sog eines Korruptionsskandals um eine Angestellte des Ministeriums der Air Force namens Darleen Druyun. Diese wurde zu einer Geldstrafe von $5000 und einer neunmonatigen Haftstrafe verurteilt. Zur Zeit der Tat in den Jahren 1998 und 1999 arbeitete Martin im Hauptquartier der Air Force eng mit Druyun zusammen. Bei einer Anhörung im Streitkräfteausschuss erklärte Martin gegenüber dem Senator John McCain er habe bei der Arbeit von Druyun keinerlei Unregelmäßigkeiten oder sonstiges illegales Verhalten erkennen können. Daraufhin stellte McCain Martins Führungsqualitäten als Offizier in Frage. Nachdem die Haltung McCains vom Ausschussvorsitzenden John Warner geteilt wurde, gab Gregory Martin seine Kandidatur für den Posten des Kommandeurs beim Indo-Pacific Command auf und kehrte zum Materiel Command zurück, wo er bis zu seiner Pensionierung verblieb.
Nach seiner Pensionierung wurde Martin unter anderem als Berater für verschiedene Firmen im Bereich der Verteidigung tätig. Außerdem wurde er Vorsitzender des National Academies Air Force Studies Boards. Zwischenzeitlich wurden ihm und vielen anderen pensionierten Offizieren aller US-Teilstreitkräfte ein Interessenkonflikt vorgeworfen, weil diese Offiziere einerseits für Regierungsstudien arbeiteten und gleichzeitig für private Firmen im Rüstungsbereich tätig waren.

## Daten der Beförderungen
| Abzeichen | Rang               | Jahr              |
| --------- | ------------------ | ----------------- |
|           | Second Lieutenant  | 3. Juni 1970      |
|           | First Lieutenant   | 3. Dezember 1971  |
|           | Captain            | 3. Dezember 1973  |
|           | Major              | 1. September 1979 |
|           | Lieutenant Colonel | 1. Dezember 1982  |
|           | Colonel            | 1. Dezember 1986  |
|           | Brigadier General  | 1. Juli 1993      |
|           | Major General      | 1. Juli 1996      |
|           | Lieutenant General | 27. Juli 1998     |
|           | General            | 1. Juni 2000      |

## Orden und Auszeichnungen
Gregory Martin erhielt im Lauf seiner militärischen Laufbahn unter anderem folgende Auszeichnungen:
- Defense Distinguished Service Medal
- Air Force Distinguished Service Medal
- Defense Superior Service Medal
- Legion of Merit
- Meritorious Service Medal
- Distinguished Flying Cross
- Air Medal
- Air Force Commendation Medal
- Air and Space Outstanding Unit Award
- Air and Space Organizational Excellence Award
- Combat Readiness Medal
- National Defense Service Medal
- Armed Forces Expeditionary Medal
- Vietnam Service Medal
- Air and Space Longevity Service Award
- Gallantry Cross (Südvietnam)
- Order of Valour (Kamerun)
- Decoration of Merit (Niederlande)
- Ritter der Ehrenlegion (Frankreich)
- Cross of Merit of the Minister of Defence of the Czech Republic (Tschechien)
- NATO Meritorious Service Medal
- Vietnam Campaign Medal (Südvietnam)